# Kaczor Feri
Kaczor Ferenc, ismertebb nevén Kaczor Feri (Budapest, 1958. január 11. –) zenész, énekes.

## Életpályája
Budapesten töltötte gyermekkorát, majd 1974 elkezdte zenei pályafutását, és megalakította a Nolg zenekart, melynek vezetője és billentyűse volt közel 30 évig. Televíziós pályafutását a mára már elfeledett, Mi Muzsikus Lelkek című műsorban kezdte.

### Korai próbálkozások
Saját lemez kiadásával próbálkozott, de az akkori bürökrácia útvesztői miatt nem sikerült terveit valóra váltani. De 1990.-ben Hűtlen lány címmel megjelent első albuma a Kadencia Kiadó gondozásában. Ezt követően évente, saját szerzeményeivel új albumok jelentek meg, a hatodik már saját kiadásban. Ekkor jött létre a Melodika Kiadó, amely kiadó a mai napig saját gondozásban adja közre szerzeményeit. Minden dalt maga hangszerel, a hangfelvételeket házi stúdiójában készíti.

### Áttörés
A Dáridó (TV2) című szórakoztató műsor hozta meg számára a valódi, országos ismertséget, és az átütő sikert. Ezt követően a Fásy Mulató (ATV) állandó vendége volt. Jelenleg a nézőkkel, a Házibuli Attilával című, heti rendszerességgel jelentkező show-műsorban találkozik.

### Külföldön
Első alkalommal hívták meg a tengerentúlra. Alkalma nyílt fellépni Kanadában, ahová ezt követően többször is visszahívták. A kanadai meghívást ausztráliai turné követte, ahová napjainkig kétévente visszajár. Szívéhez nagyon közel állnak az országhatárunkon túli magyarlakta településeken élő emberek, ezért dalaival, koncertjeivel bejárta a környező országokat, hisz minden meghívás örömöt okoz számára.

## Magánélete

### Gyermekkora
Budapesten született, és élte gyerekkorát.

### Katonaság
Sorkatonai szolgálatra a Határőrség kötelékébe került, itt a Kerület Tánczenekarában két évet játszott. A leszerelés után a megújúlt Nolg együttessel a zalai vidék egyik legsikeresebb zenekara lettek. Közben rendszeresen vendéglátóhelyeken zenélt szólistaként.

## Diszkográfia[2]
- Hűtlen lány (1990)
- Rendőrbácsik (?)
- Fütyörészve vidáman (?)
- Üzenem a széllel (?)
- Nézem a két szemed (?)
- Bocsáss meg kérlek (1995)
- Ne játssz a szívemmel (1997)
- Ha megütöm a lottón a főnyereményt (1997)
- Őrült szerelem (1999)
- Iszonyú jó volt (2000)
- Hé, te gyorsvonat (2000)
- Ígérd meg kislány (2001)
- Jöjj vissza, várlak (2002)
- Egy kis boldogságra vágyom (2004)
- Szeretem a kék szemedet (2006)
- Ma este drágám (2008)
- Veszem a kalapom (2012)
- Üzenem a széllel (2014)
- Jöhet egy új szerelem (2016)
- Nincs időm a boldogtalanságra (2019)
- Valaki adja vissza (2020)
- Add a kezed (2020)

- Hazudtak a rózsák (2021)

## Televízió[3]
- Mi Muzsikus Lelkek
- Dáridó
- Fásy Mulató
- Házibuli Attilával
- Diridári
- Pertu-Party